# Cserhalmi Imre
Cserhalmi Imre (Budapest, 1934. június 21. –) magyar író, újságíró, színházigazgató, egyetemi tanár.

## Életpályája
Érettségi után két évig segédmunkás, majd üzemi lapnál adminisztrátor, később újságíró. 1954-ben végzett az Eötvös Loránd Tudományegyetem Bölcsészettudományi Kar újságírás–filozófia szakán. 1956-tól a Szabad Nép, illetve a Népszabadság gyakornoka, munkatársa, később rovatvezető-helyettese és rovatvezetője volt. 1975–1980 között a győri Kisfaludy Színház igazgatója volt. 1984 óta a MÚOSZ Újságíró Iskola tanára. 1988–1990 között a Magyar Rádió főmunkatársa volt. 1989–2000 között az Őszidő című képes havilap alapító főszerkesztője volt. 1990–1991-ben a MÚOSZ Oktatási Igazgatóság vezetője volt. 1991–1992-ben az Európa című képes hetilap főszerkesztő-helyetteseként dolgozott. 1992–1994 között a TVR Hét lapcsalád olvasószerkesztőjeként tevékenykedett. 1994 óta tanít az ELTE-n, a Budapesti Gazdasági Főiskolán, a Nyíregyházi Főiskolán és a Szegedi Tudományegyetemen. 1999–2001 között a MÚOSZ oktatási titkára, 2001–2002-ben a választmány elnöke volt. 2002 óta címzetes főiskolai tanár.

## Színházi munkái
A Színházi Adattárban regisztrált bemutatóinak száma: 9.
- Harmadik nélkül...? (1960)
- Ezek a mai fiatalok (1963)
- A reggel mindig visszatér (1965)
- Százszor is szeretlek (1965)
- Alku nélkül (1966)
- A három vándor (1967)
- Eszter (1973)
- A világ közepe (Virág az asztalon) (1975)
- Külvárosi legenda (1975)

## Filmjei
- Cédula a telefonkönyvben (1961)
- Törékeny boldogság (1964)
- Úton (1967)
- Volt egyszer egy borbély (1969)
- Csillagok változásai (1975)
- Csata a hóban (1981)

## Művei
- Történelmi kulcsátvétel (interjúk, 1983)
- Ha nincs fék, gáz van (szociográfiai riportok, 1984)
- Ki fog repülni? (szociográfiai riportok, 1986)
- Vonalban vagyunk? Kibeszélések és beszélgetések a Postáról (1989)
- Én volnék a vörös báró? (Horváth Edével, 1990)
- Műfajismereti füzetek (szerkesztő, 1991)
- Sajtókincstár. Szöveggyűjtemény újságot írni és olvasni tanulóknak; szerk. Cserhalmi Imre; életrajzok Nagy Katalin; Sajtóház, Budapest, 2001 (Sajtókönyvtár)
- Új műfajismeret (társszerző, 2002)
- Törlesztés, avagy lapok a talonból; Corvina, Budapest, 2018

## Díjai, elismerései
- A szófiai tv-fesztivál legjobb forgatókönyv írója (1967)
- A Munka Érdemrend ezüst fokozata (1975)
- Veszprém Város Díja (1976)
- A Munka Érdemrend arany fokozata (1980)
- Praemium Artis díj (1985)
- Rózsa Ferenc-díj (1987)
- Aranytoll (2012)